# Tofieldia okuboi
Tofieldia okuboi là một loài thực vật có hoa trong họ Tofieldiaceae. Loài này được Makino miêu tả khoa học đầu tiên năm 1898.